# Teatro comunale di Casale Monferrato
Il teatro comunale (o municipale) è un importante edificio in stile Impero situato nella città di Casale Monferrato, in Piemonte.

## Storia
Casale disponeva già di un Teatro Comunale, sorto nello stesso luogo di quello attuale, all'inizio del Seicento, chiamato Trincotto dove nel 1611 avvenne la prima assoluta di Il rapimento di Proserpina di Giulio Cesare Monteverdi; questo primo edificio fu trasformato nel 1673, anno in cui vennero aggiunti gli spalti. Nel 1697, però, il teatro fu chiuso per difficoltà di gestione, per essere ricostruito interamente in legno nel 1703. Nonostante ciò, però, nel 1780 alcuni nobili casalesi commissionarono un nuovo teatro, più grande, all'abate architetto Agostino Vitoli di Spoleto che lo ultimò nel 1786. L'edificio venne inaugurato nel 1791.
La sala principale del teatro è un autentico gioiello architettonico, con pianta a ferro di cavallo, classico esempio di teatro all'italiana ed è costituita da una platea e da quattro ordini di palchi più loggione, con parapetti intagliati e dorati tra cui spicca al centro quello reale. Il soffitto è decorato da affreschi, opere dei fratelli Bernardino e Fabrizio Galliari, al centro del quale si trova uno splendido lampadario di cristallo con finiture dorate. 
Il teatro venne chiuso durante il periodo napoleonico e venne riaperto solo nel 1840, dopo essere stato oggetto di lavori di ristrutturazione tra cui nuovi stucchi e dipinti tra i quali quelli di Angelo Moja, che dipinse le Muse sul soffitto circolare.
La rappresentazione scelta per l'evento, la Beatrice di Tenda di Vincenzo Bellini, aveva un preciso significato storico in quanto la protagonista della vicenda era la moglie del condottiero casalese Facino Cane.
Nel 1861 il teatro viene ceduto dalla Società dei Nobili (che lo aveva fatto costruire) alla Città di Casale, ma una serie crescente di difficoltà di gestione ne impose per più di cento anni la chiusura tanto che negli anni dell'ultima guerra fu persino adibito a magazzino.
Solo all'inizio degli anni ottanta il Comune sottopose il teatro ad un attento restauro interno ed esterno che ripristinò il corredo di stucchi, dorature e velluti e nel 1990 fu il grande attore Vittorio Gassman a inaugurare la riapertura del Teatro Municipale con lo spettacolo "Brindisi per un teatro". 
Oggi, con le sue stagioni di prosa, musica e danza, rimane un punto fermo nel panorama culturale casalese.
La capienza del teatro, nel rispetto delle vigenti norme di sicurezza, è di 500 posti a sedere.